# Fóriss Ferenc
Fóriss Ferenc (Heves, 1892. szeptember 2. – Miskolc, 1977. június 7.) botanikus, lichenológus, középiskolai tanár. Botanikai szakmunkákban nevének rövidítése: „Fóriss”.

## Életrajza
A Heves melletti Vesszőspusztán, a Coburg hercegek uradalmában erdőőr édesapja házában nevelkedett. Innen ered természet iránti szeretete, mely vonzalmát neves tanárai Xantus Gábor, Budai József és Jaloveczky Péter is jó érzékkel ismerték fel és tovább erősítették benne.
Már Miskolcon, a gimnáziumi évek alatt, majd 1907–1911 között Losoncon a tanítóképzőben is rendszeresen gyűjtötte a környék növényeit. Másodéves korában már több mint 1500 növényből álló herbáriuma volt. Figyelme a virágtalan növényekre is kiterjedt, különösen késő ősszel és kora tavasszal, amikor kevesebb virágos növényt lehetett találni. Amikor harmadéves korában, 1910 áprilisában a Somoskőn rengeteg zuzmót gyűjtött, tanára a Magyar Nemzeti Múzeum Növénytárától kért segítséget. Timkó György, a Növénytár akkori lichenológusa részletes választ és szakirodalmat küldött, és felhívta Fórisst Budapestre "személyesen megbeszélgetni a zuzmók ügyét". Az ott töltött egy hét alatt olyan mély benyomások érték az akkor 17 éves diákot, amelyek egész további életére kihatottak.
1911-ben Budapestre került, ahol beiratkozott a Polgáriiskolai Tanítóképzőbe. 1912-ben és 1913-ban a Kudzsiri-havasokban tett tanulmányutakat. Ugyanakkor, amikor csak tehette, közös kirándulásokon vett részt a Növénytár dolgozóival. Elsősorban Budapest környékén botanizáltak, de jártak az Alföldön és másutt is. 1914. június 27-én megszerezve tanári oklevelét, a növénytárban lett szakgyakornok. 1914. aug. 18-án, alig egy hónap múlva azonban, be kellett vonulnia. Ahol a háború alatt megfordult (Galícia (1915), Rózsahegy, Tarcsafürdő, Csót (1916) és Nagysikárló (1918)), mindenütt gazdag zuzmógyűjteményre tett szert. A Galíciában általa a gorlicei fronton gyűjtött zuzmókat Szatala Ödön rendezte sajtó alá "Enumeratio lichenum ad Ferenc Fóriss in Galicia lectorum" címmel (Folia Cryptogamica, 1930)). 1918. november 30-án tért vissza a Növénytárba. 1919 elején tanár lett a miskolci II. sz. állami polgári fiúiskolában. 1946-tól általános iskolákban tanított, 1955-ben "Kiváló tanár" kitüntetést kapott. 1957-ben vonult nyugalomba.
A tanítás mellett céltudatosan építette ki saját kutatási feltételeit, önképzéssel, szakmai kapcsolatteremtés útján szerzett magának igen jó nevet bel- és külföldi tudományos szakkörökben.

## Munkássága
Lichenológiai pályafutása során nyolc munkája jelent meg florisztika és taxonómia tárgykörben, ezekben 12 új fajt, illetve változatot írt le. Három fajt és egy változatot róla is neveztek el.
A Bükkben végzett 25 éves rendszeres gyűjtőmunkája alapján tervezett egy Bükk zuzmóflórát is (kb. 1400 taxon mintegy 15 000 termőhelyi adatával), amely nem jelent meg.
A „Diploschistes-nemzetség fajainak elterjedése a Kárpát-medencében” című tanulmányát 1949-ben ismertette az MTA rendezte Botanikai Napokon. Az akkor még biztosan létező kéziratának további sorsa ismeretlen.
Lelkes gyűjtőmunkája eredményeként komoly zuzmókollekciót hozott létre. A második világháború alatt gyűjteménye megrongálódott, mintegy 25–30%-a tönkrement. Gondosan vezetett gyűjtőnaplóiból ennek jelentős részét rekonstruálni tudta. Naplói a miskolci Herman Ottó Múzeum tulajdonában vannak. Az 1960-as évek elején a legértékesebb részt összekészítette és átadta a Természettudományi Múzeum Növénytárának. Gyűjteményének kisebb részei a miskolci Herman Ottó Múzeumban, a Pécsi Tudományegyetem Növénytani tanszékén, ill. több más iskolában lelhetők fel.
Baráti kapcsolatot tartott fenn a Növénytár lichenológusaival. Leginkább Timkó György és Szatala Ödön, később pedig Kőfaragó-Gyelnik Vilmos voltak rá a legnagyobb hatással.
Levelezésben állt számos hazai és külföldi botanikus kollégával. Sajnos korai szakmai levelezése a háború alatt megsemmisült.
1917-ben belépett a Növénytani Szakosztályba. Alapító tagja volt a Magyar Botanikusok Borbás Társaságának (1938) és az ebből különvált Magyar Növénytani Társaságnak (1940). Egy cikluson keresztül (1942–1943) az utóbbi alelnöke is. Legismertebb tanítványa Kiszelyné Vámosi Anna.

## Főbb munkái
- Adatok a Kudzsiri havasok zuzmóflórájának ismeretéhez. Botanikai Közlemények, 1928.
- Heves község zuzmói. Botanikai Közlemények, 1931.
- Lichenes in tractu Tarcsafürdő (comit. Vas) collecti. Acta Biologica (Szeged), 1934.
- Adatok Szatmármegye zuzmóinak ismeretéhez. Botanikai Közlemények, 1937.
- Squamariae duae e Borsodense Hungariae. Tisia, 1937.
- Megjegyzések Ferenc Fóriss: Lichenes Bükkenses exsiccati Fasc. I.–V. (No 1–100)-hoz. Borbásia, 1940.
- Újabb adatok Szeged és környékének zuzmó-flórájához. Acta Botanica (Szeged), 1942.
- Új zuzmófajok és fajváltozatok Magyarország flórájában. Botanikai Közlemények, 1957.